# Ameesha Patel
Pour les articles homonymes, voir Patel.
Amisha Patel parfois orthographié Ameesha Patel (hindi : अमीषा पटेल, gujarati : અમીષા પટેલ), née Amisha Amit Patel le 9 juin 1975 à Bombay, est une actrice indienne qui apparaît principalement dans des films hindi.
Amisha Patel fait ses débuts en 2000 dans Kaho Naa... Pyaar Hai qui lui vaut des critiques élogieuses. Puis elle joue dans Gadar: Ek Prem Katha (2001), un des plus gros succès de l'histoire du cinéma hindi, qui lui permet de remporter un prix spécial aux Filmfare Awards. Elle est par la suite la vedette d'un certain nombre de films dont la plupart échouent au box-office. Toutefois, les critiques louent son interprétation dans Ankahee en 2006 et le succès est de nouveau au rendez-vous avec Bhool Bhulaiyaa en 2007.

## Jeunesse et vie privée
Ameesha Patel est la fille d'Amit Patel d'origine gujarati et d'Asha Patel d'origine sindhi, la sœur de l'acteur Ashmit Patel et la petite-fille du célèbre avocat et politicien Rajni Patel. Elle est née le 9 juin 1975 à l'hôpital Breach Candy de Bombay. Son prénom est composé des trois premières lettres du prénom de son père, Amit, et des trois dernières de celui de sa mère, Asha.
Amisha Patel étudie à l'école Cathedral and John Connon à Bombay dont elle sort diplômée en 1993. Elle décide alors de quitter l'Inde pour suivre des études aux États-Unis à l'Université Tufts de Medford (Massachusetts). Après avoir obtenu une licence, elle débute comme analyste économique chez Valeurs mobilières de Khandwala. Revenue en Inde, elle rejoint la troupe de théâtre Satyadev Dubey. Dans le même temps, elle commence une carrière dans le mannequinat au cours de laquelle elle fait des campagnes publicitaires pour Bajaj Sevashram, Fair & Lovely, Cadburys Jai chaux, Fem, Lux, entre autres. Elle a une formation de danseuse en bharatanatyam.
Ameesha Patel a eu une liaison très médiatisée avec le réalisateur Vikram Bhatt à laquelle elle met fin au bout de cinq ans, en janvier 2008.
Puis elle noue une relation avec l'homme d'affaires Kanav Puri qui s'achève après plus de trois ans.
En 2011 Amisha Patel est classée à la trente-deuxième place des femmes les plus désirées d'Inde selon le Time Of India.

## Carrière
Débuts (2000-2001)
En 2000 pendant un diner familial, Rakesh Roshan offre à Amisha Patel son premier rôle qu'elle accepte malgré la réticence de ses parents. C'est ainsi qu'elle joue aux côtés de Hrithik Roshan dans Kaho Naa... Pyaar Hai, film au succès retentissant et qui lance la carrière des deux jeunes acteurs. La même année elle tourne dans un film télougou, Badri, qui est également une réussite commerciale.
En 2001, Amisha Patel est retenue par Anil Sharma après douze heures d'audition pour Gadar: Ek Prem Katha, film patriotique situé dans le contexte de la sanglante partition de l'Inde. Elle y interprète une jeune musulmane que sauve puis épouse un sikh, Sunny Deol, mais que son père installé au Pakistan essaie vainement d'arracher à sa nouvelle famille indienne. Le film connaît un succès qui reste inégalé pendant plus de huit ans, obtient 8 nominations lors de la 47e cérémonie des Filmfare Awards 2002 et vaut à Ameesha Patel un Filmfare Special Award.
Échecs au box office (2002-2006)

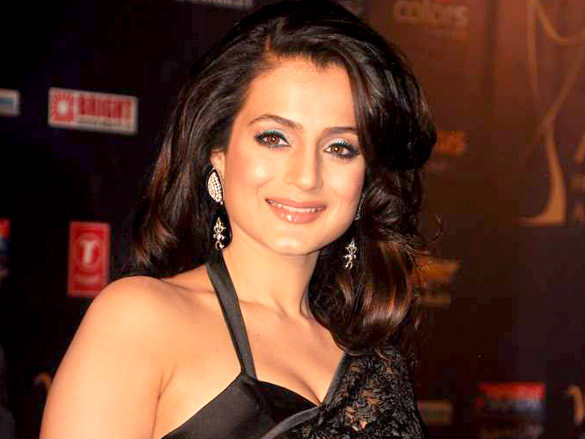
Ameesha patel en 2012

Après ces brillants débuts, la carrière d'Ameesha Patel décline entre 2002 et 2006, l'actrice enchaînant une vingtaine de films qui ne rencontrent pas plus la faveur du public que des critiques. Seuls émergent Kya Yehi Pyaar Hai (2002)  de K. Murali Mohana Rao où elle partage la vedette avec Jackie Shroff et Aftab Shivdasani, Humraaz (2002) d'Abbas-Mustan où elle joue un personnage ambigu lui valant une nomination au Filmfare Award de la meilleure actrice, Parwana (2003) qui réussit à recouvrir le budget investi, Mangal Pandey: The Rising (2005) de Ketan Mehta où elle a un petit rôle aux côtés d'Aamir Khan. Elle obtient le rôle à la suite de sa participation au jeu TV "Question Time India" où elle impressionne l'acteur principal. Dans Ankahee (2006) de Vikram Bhatt son interprétation d'une épouse trompée est remarquée.
Retour timide du succès depuis 2007
En 2007 la série noire s'interrompt grâce au film choral Honeymoon Travels Pvt. Ltd., première réalisation de Reema Kagti dans laquelle Amisha Patel fait preuve de talent comique dans le rôle d'une épouse extravertie. On la voit ensuite dans un masala d'horreur à succès, Bhool Bhulaiyaa de Priyadarshan avec Akshay Kumar.
Après un item number en maillot de bain dans Thoda Pyaar Thoda Magic qui ravit aussi bien le public que les critiques, Amisha Patel fait une pause forcée de deux ans, aucun de ses contrats n'ayant abouti. On la retrouve en 2011 dans un film telougou, Parama Veera Chakra, et Chatur Singh Two Star qui sont tous deux des échecs critiques et commerciaux.
En avril 2011 elle annonce la création de sa maison de production, Ameesha Patel Production.
En 2013, elle apparaît dans le blockbuster Race 2 dans lequel elle joue un petit rôle, celui de Chery, la secrétaire de Robert Costa (Anil Kapoor). Puis l'actrice est à l'affiche de Shortcut Romeo (2013) face à Neil Nitin Mukesh, mais ce thriller est un désastre commercial et critique.

## Récompenses
- Filmfare Awards
  - 2002 : Filmfare Special Award pour Gadar: Ek Prem Katha
- Zee Cine Awards
  - 2001 : Meilleur espoir féminin pour  Kaho Naa... Pyaar Hai

## Filmographie
| Année  | Titre                           | Rôle                 | Notes |
| ------ | ------------------------------- | -------------------- | --- |
| 2000   | Kaho Naa... Pyaar Hai           | Sonia Saxena         | Zee Cine Awards du meilleur espoir féminin, sélectionnée pour le Star Screen Awards du meilleur espoir féminin.                         |
| 2000   | Badri                           | Sarayu               | Film Tollywood |
| 2001   | Gadar: Ek Prem Katha            | Sakeena              | Filmfare Special Award, sélectionnée pour le Filmfare Award de la meilleure actrice, Star Screen Awards, Zee Cine Awards et IIFA Awards |
| 2001   | Yeh Zindagi Ka Safar            | Sarena Devan         | |
| 2002   | Kranti                          | Sanjana Roy          | |
| 2002   | Kya Yehi Pyaar Hai              | Sandhya Patil        | |
| 2002   | Aap Mujhe Achche Lagne Lage     | Sapna                | |
| 2002   | Humraaz                         | Priya                | Sélectionnée pour le Filmfare Award de la meilleure actrice et IIFA Awards                                                              |
| 2002   | Yeh Hai Jalwa                   | Sonia Singh          | |
| 2003   | Pudhiya Geethai                 | Jo                   | Film Kollywood |
| 2003   | Parwana                         | Pooja                | |
| 2004   | Suno Sasurjee                   | Kiran Saxena         | |
| 2004   | Shart: The Challenge            | Elle-même            | Participation exceptionnelle |
| 2004   | Naani                           | Priya                | Film Tollywood |
| 2005   | Vaada                           | Pooja Sharma/Varma   | |
| 2005   | Elaan                           | Priya                | |
| 2005   | Zameer: The Fire Within         | Pooja Khanna/Chauhan | |
| 2005   | Narasimhudu                     | Subba Lakshmi        | Film Tollywood |
| 2005   | Mangal Pandey: The Rising       | Jwala                | |
| 2006   | Mere Jeevan Saathi              | Anjali               | |
| 2006   | Humko Tumse Pyaar Hai           | Durga                | |
| 2006   | Teesri Aankh: The Hidden Camera | Ammu                 | |
| 2006   | Tathastu                        | Sarita "Saru" Rajput | |
| 2006   | Ankahee                         | Nandita Saxena       | Sélectionnée pour le Bollywood Movie Awards du meilleur second rôle féminin.                                                            |
| 2006   | Aap Ki Khatir                   | Shirani Khanna       | |
| 2007   | Honeymoon Travels Pvt. Ltd.     | Pinky Kapoor         | |
| 2007   | Heyy Babyy                      |                      | Participation exceptionnelle dans un numéro de danse et de chant.                                                                       |
| 2007   | Bhool Bhulaiyaa                 | Radha                | |
| 2007   | Om Shanti Om                    | Elle-même            | Participation exceptionnelle |
| 2008   | Thoda Pyaar Thoda Magic         | Malaika              | Sélectionnée pour le Stardust Awards du meilleur second rôle féminin.                                                                   |
| 2011   | Parama Veera Chakra             | Ragini               | Film Tollywood |
| 2011   | Chatur Singh Two Star           | Sonia Varma          | |
| 2013   | Race 2                          |                      | |
| 2013   | Shortcut Romeo                  |                      | Tournage |
| Projet | Run Bhola Run                   |                      | Film achevé mais à la sortie retardée                                                                                                   |
| Projet | Bhaiyyaji Superhitt             |                      | Tournage |
| Projet | Desi Magic                      |                      | Pré-production |
| Projet | Paradise Street                 |                      | Pré-production |